# Tour dei New Zealand Māori 1979
I New Zealand Maori, selezione rugbystica di giocatori di etnia Maori di "rugby a 15" nel 1979 si imbarcarono per un tour in Australia dove supera Queensland e pareggia con New South Wales. Seguono tre successi contro le tre nazionali delle isole del Sud Pacifico.
| Sydney maggio 1979 | Queensland | 12 – 15 | New Zealand Māori |  |

| maggio 1979 | New South Wales | 18 – 18 | New Zealand Māori |  |

| Suva 19 maggio 1979 | Figi | 13 – 19 | New Zealand Māori |  |

| Apia 22 maggio 1979 | Samoa | 3 – 26 | New Zealand Māori |  |

| Nuku'alofa 25 maggio 1979 | Tonga | 9 – 26 | New Zealand Māori |  |